# Xavi Sarrià
Xavier Sarrià i Batlle (Barcelona, 1977), más conocido como Xavi Sarrià, es un cantante, músico, guitarrista, escritor y editor valencià. Fue el líder del grupo Obrint Pas.

## Trayectoria
Sarrià es miembro fundador del grupo valenciano Obrint Pas. Previamente formó parte de la creación de Tant Se Val. Con solo 15 años condujo el programa de rock en catalán 'El Celobert' de Radio Klara. Fue uno de los fundadores del sello musical autogestionado 45 Revoluciones. Posteriormente, fue uno de los impulsores así como redactor del periódico independiente L'Accent, donde era coordinador de la sección Internacional. Ha sido colaborador de Catalunya Ràdio y L'Accent.
Estudió filología catalana en la Universidad de Valencia junto con los cantantes Feliu Ventura y Josep Nadal (cantante de La Gossa Sorda), el político Alfred Remolar y el escritor Marc Pallarès. En 2008 publicó su primer libro de ficción Historias del Paraíso, con el editorial Bromera. En 2009, participó en el libro Ara, País Valencià (Publicaciones de la Universitat de València). En 2010 publicó el cuento Cuarenta y tres en el suplemento 'Quadern' del diario El País. En 2011, el Editorial Txalaparta publicó la traducción en el castellano Historias del Paraíso.
En 2012, ganó el premio Ovidi a la mejor letra de canción por 'Al país de l'oliviera' incluido al disco Coratge. En 2014, publicó la novela Totes les cançons parlen de tu al editorial Sembra Llibres, de la cual fue cofundador. En 2016, fue coguionista del documental corto La batalla de Amed. Viaje a Curdistán asediado (Metromuster) basado en el viaje que realizó junto con Feliu Ventura y Xavier Artigas a Kurdistán para ayudar a difundir la situación dramática y silenciada del pueblo kurdo en Turquía. El septiembre del 2017 publicó su primer disco en solitario después de la separación de Obrint Pas, Amb l'esperança entre les dents.
En abril de 2022 presentó su segundo trabajo discográfico en solitario, Causa, una colección de canciones con una riqueza instrumental marca de la casa al servicio de narrar musicalmente las luchas de los olvidados contras las múltiples represiones que perviven en nuestra sociedad.

## Discografía

### Con Obrint
- Obrint Pas (Autoeditat, 1994) Casete.
- La nostra hora (Autoeditat, 1994) Casete.
- Recuperant el somni (Autoeditat, 1994) Casete.
- La revolta de l'ànima (45 Revoluciones, 1997) CD. Posteriormente reeditado por Propaganda pel fet.
- Obrint pas (Propaganda pel fet, 2000) CD.
- Terra (Propaganda pel fet, 2002) CD.
- La flama (Propaganda pel fet, 2004) CD.
- En moviment!  (Propaganda pel fet, 2005) CD y DVD.
- Benvingut al paradís (Propaganda pel fet 2007) CD y DVD.
- Coratge (Propaganda pel fet, 2011) CD y libro.

### En solitario
- Amb l'esperança entre les dents (Propaganda pel fet, 2017), CD[5]
- Causa (Propaganda pel fet!, 2022)

### Colaboraciones
- Feliu Ventura 'El que dicen los árboles' (Barricadas de papel, 2003)
- Voltor 'Cuando no nos quedó nada' (Aprendiendo a volar, 2005)
- Al Tall 'El canto de los Maulets' (Envite a varas, 2006)
- Gertrudis 'Xaouen, Bilbo, Barcelona' (Gertrudis, 2009)
- Korrontzi 'Akelarre' (Getxo, 2008)
- Harrika 'Dos frentes abiertos' (Itzaletan, 2008)
- Skalissai 'En un instante' (Mientras la Tierra duerme, 2009)
- Dakidarria 'Linguas ceibes' (Utopias emergentes, 2012)
- Compañía Eléctrica Dharma 'La prisión del rey de Francia' (Noche colectiva, 2012)
- Betagarri 'Jaio Nintzen' (Zorion Argiak, 2012)
- Ze Esatek! ' a paso' (Gu gara, 2012)
- Mote 'Buitres' (Buitres, 2012)
- Termofrígudus 'Raíces' (El opio del pueblo, 2012)
- Aspencat 'La herencia' (Inédito, 2012)
- Andreu Valor 'Historia de un amor alternativo' (A la sombra de la obscuritat, 2012)
- Smoking Souls 'Nómadas' (Nómadas, 2014)
- El Diluvi 'Bandera clara' (Alegría, 2015)
- Kontaminació Akústica 'Hermandad' (Voraviu, 2016)
- Sant Gatxo 'Del sur' (Santo Gatxo 20 años, 2016)
- Pepet i Marieta 'Somos Encuentro' (Somos Encuentro, 2016)
- La Gossa Sorda 'Entre canuts' (La última vuelta en concierto, 2016)
- Roba Estesa 'Com animals salvatges' (Amb l'esperança entre les dents, 2017)[6]
- Mascarats 'Vent emancipador' (Trencarem l'imaginari, 2017)
- Pep Gimeno «Botifarra» 'No s'apaguen les estreles' (La mort de Guillem, 2020)
- Txarango 'Esperança' (El Gran Ball, 2021)

## Libros
- 2008: Històries del Paradís (Bromera)
- 2011: Historias del Paraíso (Txalaparta)
- 2014: Totes les cançons parlen de tu (Sembra Llibres)[7][8]

### Colaboraciones
- 2009: «La generaciò de l'ofensiva» a Ara, País Valencià (Publicaciones de la Universitat de València) Varios Autores.
- 2010: «Lluites, cançons i emocions» a Infectació, 42 visions dels Països Catalans (Col·lectiu Infectació, Difon la idea, Ateneu Llibertari Alomà) Varios Autores.
- 2014: Pròleg de Rebels amb causa (Tigre de Paper Edicions) Albert Martín, Mireia Foradada, María Redondo y Jordi E. Castaño.[9]
- 2014: El jovent davant d'una nova esperança» a La Segona República a Cataluña: El temps de les il·lusions (Ara Llibres)  Varios Autores.
- 2016: «Quaranta-tres», dentro de Escriure el país (Oleada Ediciones) Varios Autores
- 2016: Prólogo de Perspectives III (Espai Fàbrica)

## Documentales
- 2016: Coguionista del documental corto La batalla de Amed. Viaje en el Curdistán asediado (Metromuster).[2]